# 焦村镇 (黄山市)
焦村镇，是中华人民共和国安徽省黄山市黄山区下辖的一个乡镇级行政单位。

## 行政区划
焦村镇下辖以下地区：
龙源村、章村村、汤家庄村、陈村村、汤刘村、贤村村、上岭村、汤家村、郭村村和山河村。